# North Harbour International 2002
Die North Harbour International 2002 im Badminton fanden Anfang Mai 2002 in North Harbour in Neuseeland statt.

## Sieger und Platzierte
| Disziplin    | Gold                                  | Silber                          | Bronze                         |
| ------------ | ------------------------------------- | ------------------------------- | ------------------------------ |
| Herreneinzel | Nick Hall                             | Geoffrey Bellingham             | Nathan Malpass                 |
| Herreneinzel | Nick Hall                             | Geoffrey Bellingham             | Stuart Brehaut                 |
| Dameneinzel  | Lenny Permana                         | Kellie Lucas                    | Rhona Robertson                |
| Dameneinzel  | Lenny Permana                         | Kellie Lucas                    | Bei Wu                         |
| Herrendoppel | John Gordon Daniel Shirley            | Ashley Brehaut Travis Denney    | Dorian James Eugene Uys        |
| Herrendoppel | John Gordon Daniel Shirley            | Ashley Brehaut Travis Denney    | Chris Blair Craig Cooper       |
| Damendoppel  | Nicole Gordon Sara Runesten-Petersen  | Tammy Jenkins Rhona Robertson   | Jane Crabtree Kellie Lucas     |
| Damendoppel  | Nicole Gordon Sara Runesten-Petersen  | Tammy Jenkins Rhona Robertson   | Rhonda Cator Kate Wilson-Smith |
| Mixed        | Daniel Shirley Sara Runesten-Petersen | Travis Denney Kate Wilson-Smith | Chris Blair Rhona Robertson    |
| Mixed        | Daniel Shirley Sara Runesten-Petersen | Travis Denney Kate Wilson-Smith | John Moody Lianne Shirley      |